# Хуан Касарес
Хуан Касарес (ісп. Juan Cazares; нар. 3 квітня 1992) — еквадорський футболіст, півзахисник клубу «Пайсанду».
Виступав, зокрема, за клуб «Рівер Плейт», а також національну збірну Еквадору.

## Клубна кар'єра
Вихованець юнацьких команд футбольних клубів «Барселона» (Гуаякіль), «Рівер Плейт, «Барселона» (Гуаякіль) та «Рівер Плейт».
У дорослому футболі дебютував 2009 року виступами за команду клубу «Індепендьєнте Хосе Теран», в якій провів один сезон, взявши участь у 16 матчах чемпіонату.
Своєю грою за цю команду привернув увагу представників тренерського штабу клубу «Рівер Плейт», до складу якого приєднався 2010 року. Відіграв за команду з Буенос-Айреса наступні три сезони своєї ігрової кар'єри.
Згодом з 2013 по 2014 рік знаходячись в оренді грав у складі команд клубів «Барселона» (Гуаякіль) та «Банфілд».
Рік виступав за «Банфілд» маючи однорічний контракт.
До складу клубу «Атлетіку Мінейру» приєднався 2016 року. Відтоді встиг відіграти за команду з Белу-Оризонті 104 матчі в національному чемпіонаті, забивши 23 голи.
21 січня 2022 року офіційно перейшов до складу харківського «Металіста». Через повномасштабне російське вторгнення, яке розпочалося 24 лютого того ж року, весняна частина чемпіонату України не розпочалося, і Касарес вирушив в оренду до аргентинського «Індепендьєнте» до завершення сезону 2021/22. 4 липня 2022 року півзахисник став повноцінним гравцем «Індепендьєнте».
22 серпня 2023, Касарес повернувся до Бразилії, де підписав однорічну угоду з клубом «Атлетіку Мінейру».
4 січня 2024 року офіційно перейшов до складу команди «Сантус».
2 липня 2024, Касарес перейшов до клубу «Пайсанду».

## Виступи за збірні
2011 року залучався до складу молодіжної збірної Еквадору.
2014 року дебютував в офіційних матчах у складі національної збірної Еквадору. Наразі провів у формі головної команди країни 22 матчі, забивши 1 гол.
У складі збірної був учасником Кубка Америки 2015 року у Чилі, Кубка Америки 2016 року у США.

## Титули і досягнення
- Срібний призер Боліваріанських ігор: 2009